# Les Étocs

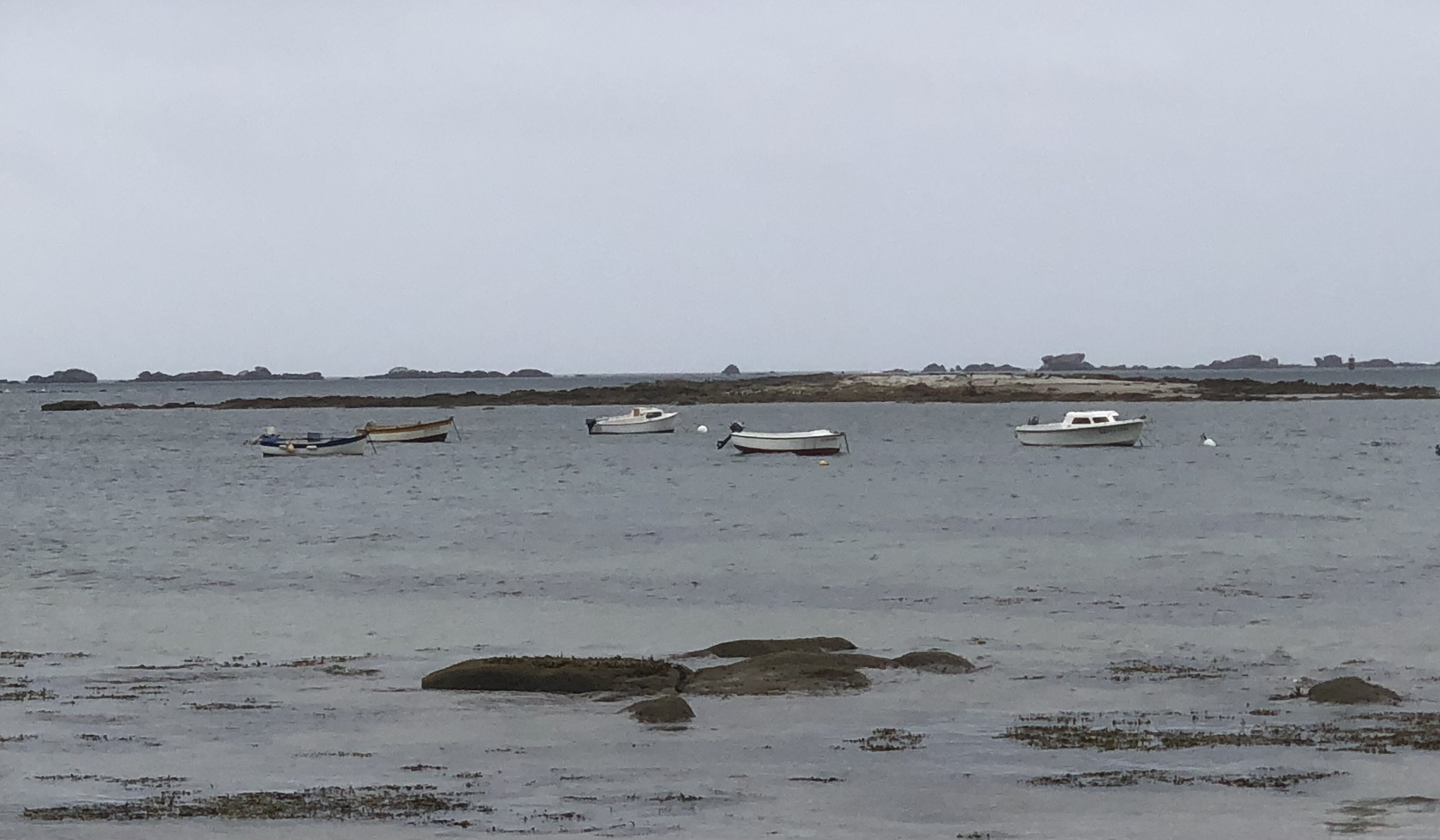
Les Étocs, Blick von Norden, 2022

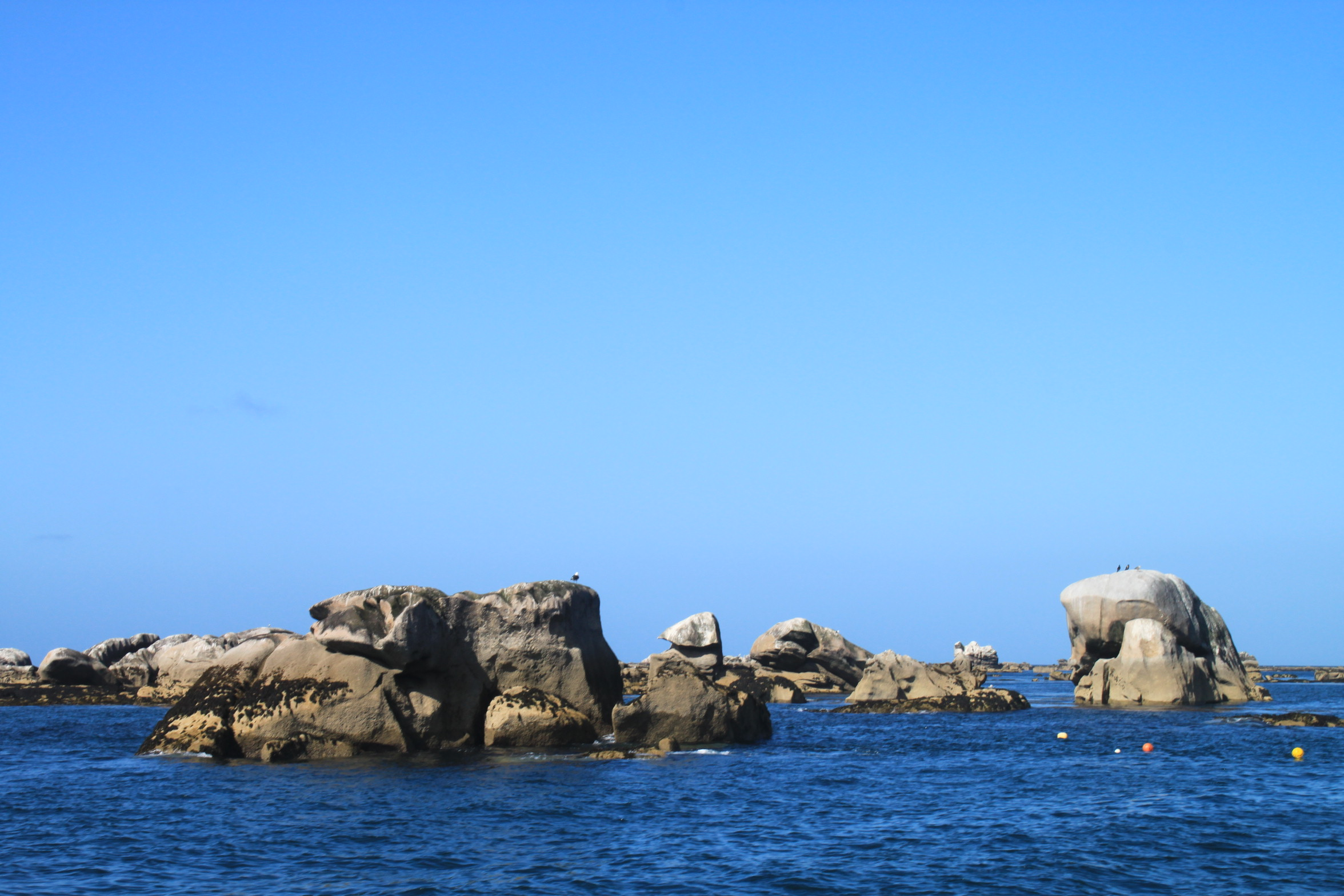
2013

Die Les Étocs sind eine unbewohnte Inselgruppe in der Biskaya.
Die felsigen Inseln und Riffe gehören zu Frankreich und liegen etwa 2,5 Kilometer südlich der Küste der Bretagne vor dem zur Gemeinde Penmarch gehörenden Ort Kérity.
Die Gruppe erstreckt sich in West-Ost-Richtung über etwa einen Kilometer, bei einer Breite von ungefähr 600 Metern. Die größte Insel ist Le Dolmen. Weitere Inseln bzw. Riffe sind Men Corn, Pen Meur, Lagadec und Pen ar Bleïz. Die Inseln bestehen aus Granit, sind weitgehend kahl und stehen bei Flut zum Teil unter Wasser. Im weiteren Umfeld befinden sich diverse weitere kleine Felsinseln und -riffe.
Auf der zu einem Natura-2000-Gebiet gehörenden Inselgruppe ist eine kleine Gruppe von Kegelrobben beheimatet und können viele Seevögel beobachtet werden. Es werden geführte Fahrten und Wanderungen auf die Inseln angeboten.